# Grab des Athleten

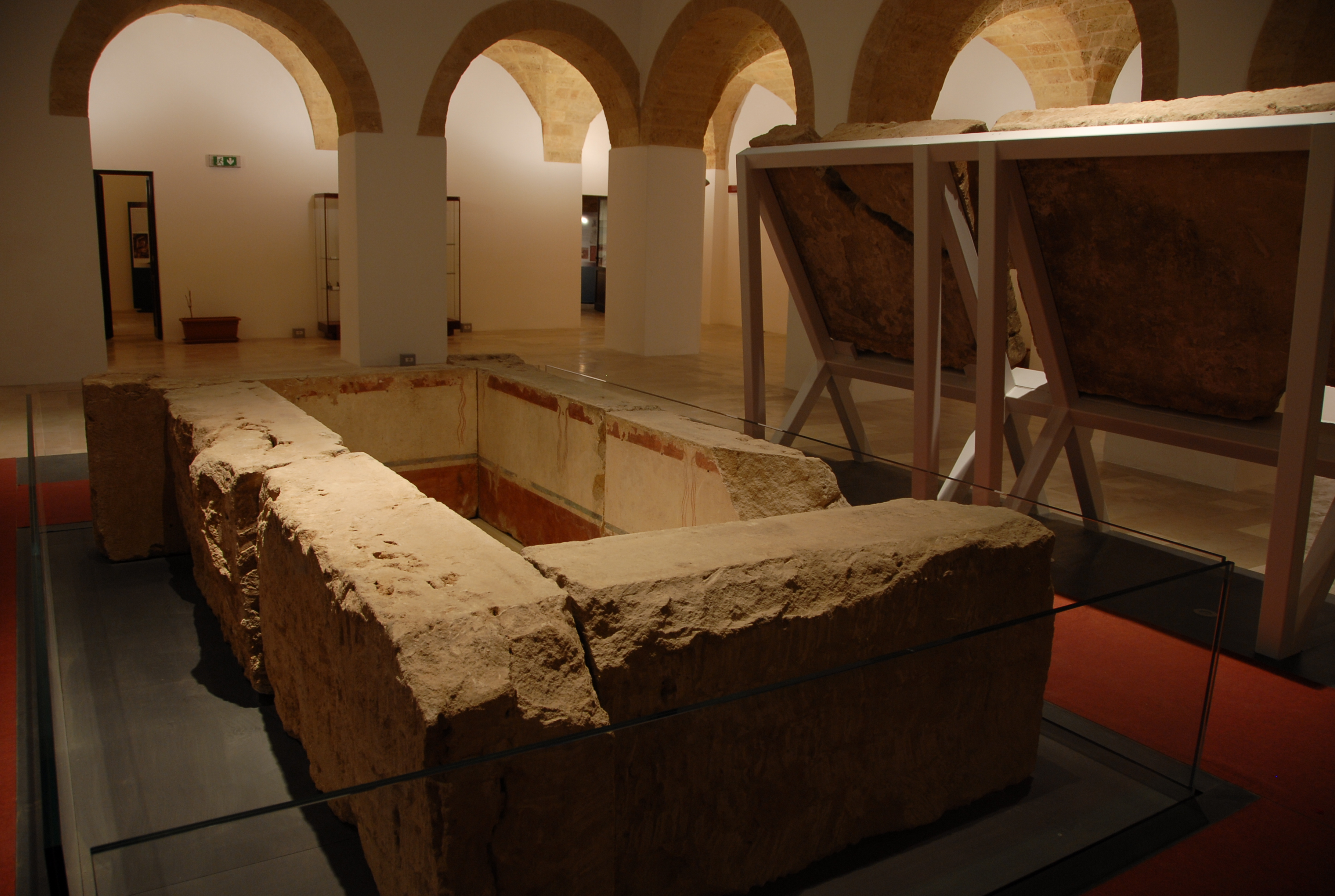
Athletengrab, Ugento

Als Grab des Athleten (italienisch Tomba dell’Atleta) wird ein antikes Grab in der Stadt Ugento im Salent in der italienischen Region Apulien bezeichnet. Es ist technisch gesehen eine „Halbkammer“, wie halb in den Boden eingelassene Anlagen definiert werden. Das Grab ist 1970 während der Arbeiten bei der Verlängerung eines Hauses in der Nähe der Via Salentina gefunden, abgetragen und im örtlichen Museum, dem Nuovo Museo Archeologico Ugento wieder errichtet worden.
Boden, Satteldach und Wände sind den aus großen Platten lokalem Kalksteins errichtet. Die Kammer misst 2,95 × 1,1 × 0,8 m. Die Wände sind mit mehrfarbigen linearen Motive in Rot und Blau auf Weiß bemalt. Eine Sockelzone und horizontale Bänder gliedern die Wände. Die Giebelfelder schmücken ein Aryballos – ein kugliges Salbölgefäß, das von Athleten häufig am Handgelenk gebunden getragen wurde – sowie ein Hahn und eine Taube. 
In dem Grab wurden zwei Individuen zu verschiedenen Zeiten bestattet, von denen sich nahezu nichts erhalten hat. Es handelt sich um einen jungen Erwachsenen (etwa 30 Jahre alt) und einen Jungen von etwa 15 Jahren. Die chronologische Lücke zwischen der ersten und der zweiten Bestattung wird durch die Beigaben und die Struktur des Grabes bestätigt. Der junge Mann wird ins späte 6. oder an den Anfang des 5. Jahrhunderts v. Chr. (510–490 v. Chr.) datiert, was auch durch importierte rotfigurige attische Keramiken oder Bronzen (Oinochoe) bestätigt wird. Daneben gibt es zwei lokale Keramiken, ein Trozzella und Kalathos. Der Tote hat vermutlich an sportlichen Wettkämpfen teilgenommen, darauf weisen zwei symbolhafte Bronzeschaber. Der Junge wird anhand von Elementen aus dem 4. Jahrhundert v. Chr. identifiziert, wie einigen schwarz lackierten Mini-Vasen, sowie den Aryballoi Salbengefäßen für den sportlichen Wettkampf. 
Das Athletengrab verweist auf die panhellenistische Welt (Halbkammer, importierte Töpferei), die sich mit Elementen der lokalen Produktion vermischt. Wie die Gräber im apulischen Cavallino gehört es zu den ersten ausgemalten Kammergräbern der Gegend.